# Drongzherlek Tsenpo
Drongzherlek Tsenpo was de veertiende tsenpo, ofwel koning van Tibet. Hij was een van de legendarische koningen en was de vijfde van de zes aardse koningen met de naam Lek (50 v.Chr.-100 n.Chr).